# Юліус Шульман

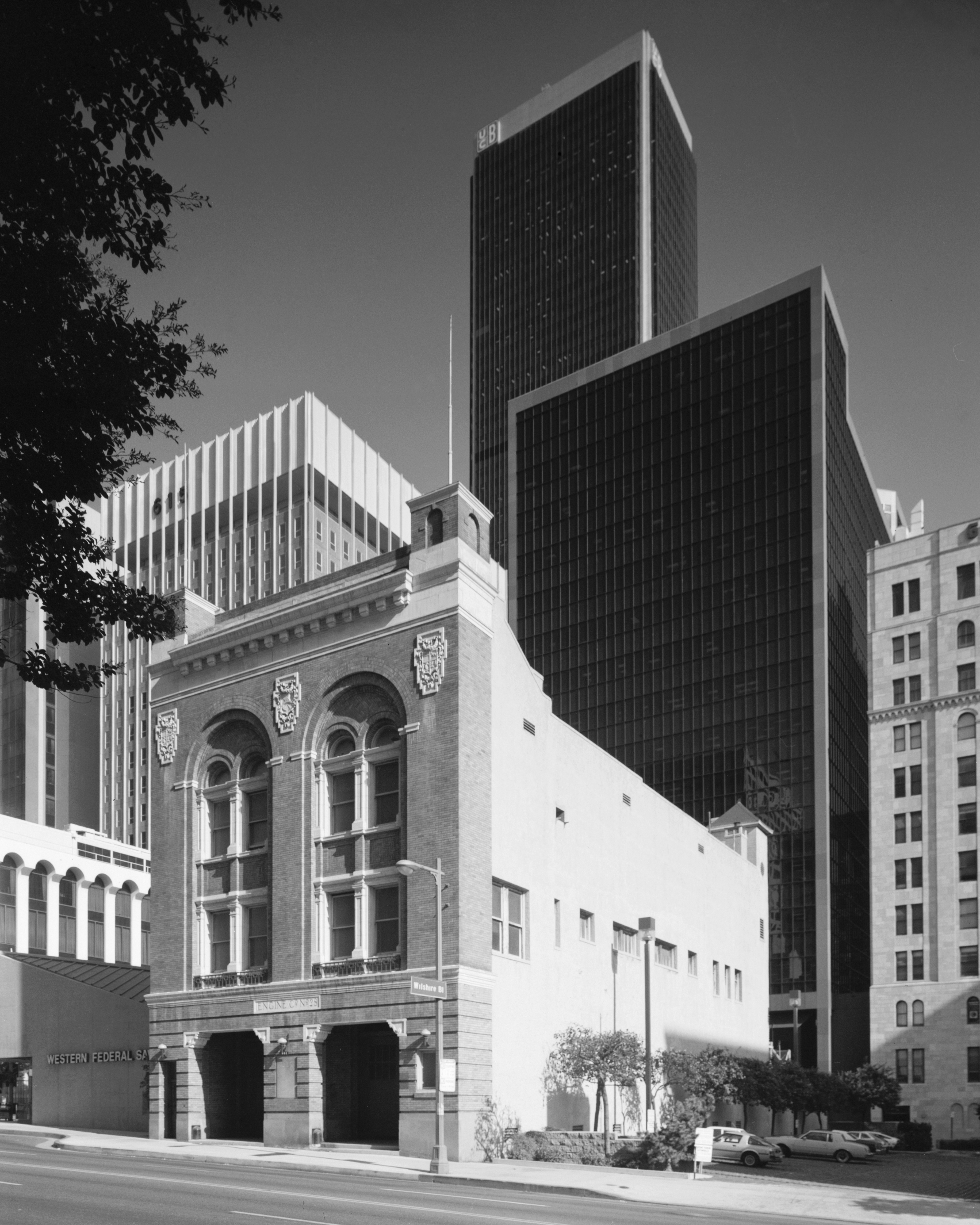
Пожежня в Лос-Анджелесі, робота Юліуса Шульмана

Юліус Шульман (англ. Julius Shulman; 10 жовтня 1910, Нью-Йорк — 15 липня 2009, Лос-Анджелес) — американський архітектурний фотограф.
Юліус Шульман прославився знімками архітектури американського модернізму, що зародився в 1950-х роках. Всесвітню популярність Шульману принесли фотографії архітектурного проекту Case Study Houses, що існував з 1945 по 1966 роки. Тоді журнал Arts & Architecture на тлі будівельного буму, що виник в США після закінчення Другої Світової війни, замовив найвідомішим архітекторам того часу спроектувати і побудувати недорогі і сучасні житлові будинки.
Багато об'єктів американського модернізму не збереглися до наших днів і уявлення про них можна отримати тільки з фотографій роботи Шульмана. Зроблені Шульманом знімки виставлялися в найбільших музеях світу, а фотоальбоми його робіт неодноразово перевидавалися. Документальний фільм про фотографа «Visual Acoustics: The Modernism of Julius Shulman» в 2009 році отримав приз глядацьких симпатій на кінофестивалі в Палм-Спрінгс.